# Buitreraptor

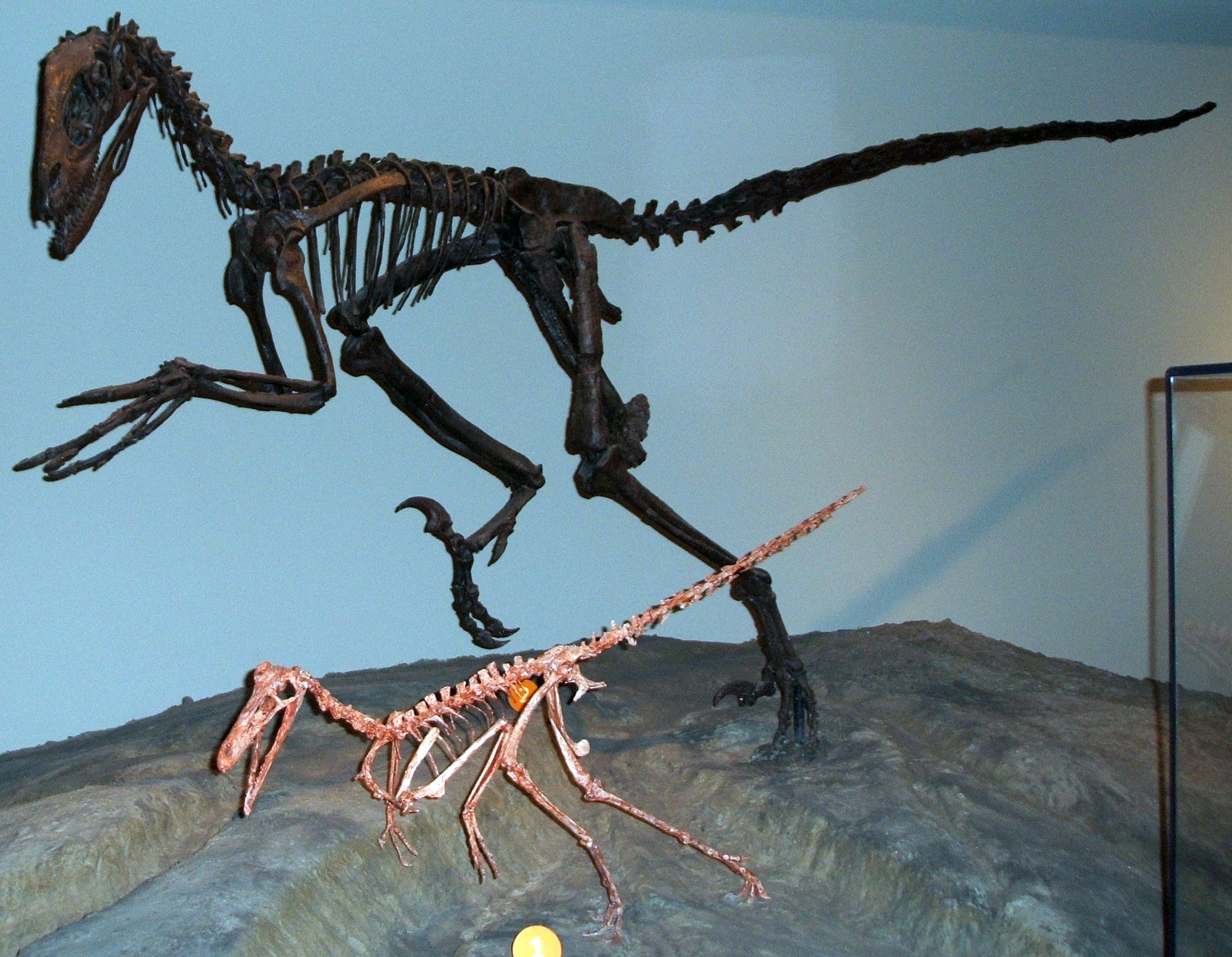
Skelettrekonstruktionen von Buitreraptor (vorne) und Deinonychus (hinten) im Field Museum of Natural History

 Buitreraptor  ist eine Gattung theropoder Dinosaurier aus der Gruppe der Dromaeosauridae. Überreste dieses Tieres stammen aus der frühen Oberkreide (Cenomanium) der argentinischen Provinz Río Negro.
Bisher sind ein nahezu vollständiges Skelett sowie ein Teilskelett bekannt. Buitreraptor wurde 2005 mit der bislang einzigen Art Buitreraptor gonzalezorum wissenschaftlich beschrieben. Er wird den Unenlagiinae zugeordnet, einer Gruppe basaler Dromaeosauriden der südlichen Kontinente.

## Merkmale
Buitreraptor war mit einer geschätzten Länge von 1,25 m und einem Gewicht von 4,7 kg ein kleiner Dromaeosauridae. Die Länge des Femurs (Oberschenkelknochen), ein üblicherweise für Größenvergleiche herangezogener Wert, betrug etwa 14,5 cm.
Der Schädel ist flach und proportional deutlich länger als bei den meisten anderen Theropoden. So übertrifft er den Femur in der Länge um 25 %. Das flache und schmale Nasenbein deutet auf eine lange und schmale Schnauze hin, ähnlich der von Velociraptor. Wie andere Dromaeosauriden verfügte Buitreraptor über ein gutes räumliches Sehvermögen, worauf die von oben betrachtet dreieckige Schädelform hindeutet. Sehr untypisch für Dromaeosauriden sind die sehr kleinen, ungesägten Zähne, die mit vergrößerten Abstand zueinander im Kiefer stecken.
Wie bei anderen Dromaeosauriden ist der Schwanz durch mechanische Verbindungselemente – verlängerte Präzygapophysen und Chevron-Knochen – verstärkt. Im Unterschied zu den Dromaeosauriden Laurasias, bei denen ein einzelner dieser Wirbelauswüchse bis zu zehn vorangehende Wirbel überlappen kann, sind die Präzygapophysen bei Buitreraptor zugespitzt und überlappen lediglich die Hälfte des ersten vorangehenden Wirbels. Ein einzigartiges Merkmal von Buitreraptor ist das breite, robuste und pneumatisierte (mit Hohlräumen durchzogene) Gabelbein (Furcula). Das Schambein (Pubis) war senkrecht ausgerichtet – ein gemeinsames Merkmal aller Unenlagiinen. Der Mittelfuß ist Arctometatarsus-artig mit einem im oberen Abschnitt verjüngten dritten (d. h. dem mittleren der drei großen) Mittelfußknochen – ein Merkmal, dass auch bei anderen unterkreidezeitlichen Dromaeosauriden auftritt und für diese Gruppe als „primitiv“ gilt.

## Fund und Namensgebung
Die Funde stammen aus „La Buitrera“, einer reichhaltigen Fossilfundstelle der Candeleros-Formation, einem Schichtglied der Neuquen-Gruppe. Die fluviatilen Sandsteine dieser Fundstelle sind bekannt für ihre sehr gut erhaltenen, dreidimensionalen Skelette kleiner Tetrapoden, wie Sphenodontiden, Krokodile aus der Gruppe der Araripesuchiden, primitive, bebeinte Schlangen und Säugetiere wie Dryolestoiden, während Dinosaurier selten sind. Andere, in der Nähe gelegene Aufschlüsse der Candeleros-Formation enthielten jedoch Überreste großer Dinosaurier wie Rebbachisauriden, basaleren Titanosauriern sowie Carcharodontosauriden.
Das Holotyp-Material von Buitreraptor (Exemplarnummer MPCA 245) ist ein fast vollständiges Skelett eines adulten Tieres, dem lediglich Teile der unteren Beine und Arme sowie die hintere Hälfte des Schwanzes fehlen. Bei einem weiteren Fund (Exemplarnummer MPCA 238) handelt es sich um ein Teilskelett, dass aus Beckenknochen, dem Kreuzbein sowie dem rechten Hinterbein besteht. Beide Funde befinden sich in der Sammlung des Museo Carlos Ameghino in Cipolletti.
Der Name Buitreraptor weist auf den Fundort „La Buitrera“ (spanisch el buitre – „Geier“) hin, wobei raptor „Räuber“ bedeutet. Das Artepitheth gonzalezorum ehrt die Brüder Fabián und Jorge González, die über Jahre bei den Feldarbeiten in „La Buitrera“ halfen.